# Нагибин (хутор)
Наги́бин — хутор в Чертковском районе Ростовской области.
Административный центр Нагибинского сельского поселения.

## Население
| 2010 |
| ---- |
| 718  |

## Улицы
- ул. Береговая,
- ул. Лесная,
- ул. Молодёжная,
- ул. Садовая,
- ул. Центральная,
- ул. Школьная.